# Wallago maculatus
Wallago maculatus är en fiskart som beskrevs av Robert F. Inger och Chin, 1959. Wallago maculatus ingår i släktet Wallago och familjen malfiskar. Inga underarter finns listade i Catalogue of Life.